# Jüdische Gemeinde Mirecourt
Eine Jüdische Gemeinde in Mirecourt, einer französischen Stadt im Département Vosges in Lothringen, bestand spätestens seit dem 18. Jahrhundert.

## Geschichte
Anfang des 19. Jahrhunderts hatte die jüdische Gemeinde zwischen 80 und 90 Mitglieder. Als Synagoge wurde ein gemietetes Haus genutzt, in dem sich heute noch Reste des Thoraschreins und der Frauenempore befinden.
Die Toten der Gemeinde wurden auf dem jüdischen Friedhof von Serqueux im Département Haute-Marne bestattet.